# Gillian Lynne
Gillian Barbara Lynne, DBE (Bromley, Londres, 20 de febrer de 1926 - Marylebone, Anglaterra, 1 de juliol de 2018) fou una ballarina, coreògrafa, actriu i directora de teatre i televisió anglesa.
Fou coneguda per la seva coreografia popular de teatre associada amb dos dels espectacles de mes llarga durada en la història de Broadway, Cats i The Phantom of the Opera. El 2014, a l'edat de 87 anys, va ser nomenada DBE (Dame Comander de l'Orde de l'Imperi britànic).